# SSR Reisen
 (juillet 2018).
Si vous disposez d'ouvrages ou d'articles de référence ou si vous connaissez des sites web de qualité traitant du thème abordé ici, merci de compléter l'article en donnant les références utiles à sa vérifiabilité et en les liant à la section « Notes et références ».
Le Schweizerischer Studentenreisedienst, également connu sous le nom de SSR Reisen, était une coopérative suisse fondée en 1962 dans le but de fournir aux étudiants des voyages et un hébergement en Suisse et à l'étranger.

## Histoire
Fondée en tant qu'organisation d'auto-assistance étudiante, SSR Reisen est devenue une entreprise avec plus de 30 millions de francs de chiffre d'affaires annuel et 80 employés permanents jusqu'au milieu des années 1970. En 1978, SSR Reisen a reçu une constitution d'entreprise. SSR Reisen proposait des voyages sportifs, des voyages en groupe et en groupe, des cours de langues, des ateliers, des hôtels propres à la SSR et Eurotrain. Dans les années 1990, SSR Reisen comptait plus de 250 employés, 15 succursales et plus de 120 millions de francs de chiffre d'affaires. En raison de conditions économiques difficiles vers la fin des années 1990 et d'une base de fonds propres serrée, SSR Reisen a été contraint de coopérer avec STA Travel en 1998: SSR Reisen AG a été fondée, dont 60% des actions ont été vendues à STA Travel; L'entreprise s'appelait désormais SSR-Travel AG. En 2000, la coopérative a vendu la participation restante de 40%, a apporté les actifs coopératifs à la Schweizerische Stiftung für Solidarität im Tourismus (« Fondation suisse pour la solidarité dans le tourisme ») et a ensuite été dissoute. « En 2003, l'entreprise autonome la plus importante de Suisse a été liquidée. »
Les archives de la Coopérative Suisse Student Travel Service se trouvent dans les Archives sociales suisses. L'inventaire comprend des documents papier, des photographies et des vidéos.

## Littérature secondaire
- Ernst Koenig, Urs von der Mühll: Reisewünsche und Reiseverhalten von Schülern, Lehrlingen und Studenten. Eine qualitative Untersuchung. 1975. (OCLC 315971744)
- Arbeit und Arbeitszeitgestaltung bei SSR-Reisen. Ergebnisse einer Betriebsumfrage. Fonds national suisse, 1984.
- Betriebsanalyse im SSR über Verkaufsförderung. HWV Zürich, 1985.
- Jost Krippendorf: Die Reisende Jugend als Wegbereiter eines humaneren Tourismus und einer neuen Reisekultur. Vortrag von 1986, im Sozialarchiv.
- Silvia Manuela Rothen: Information für Jugendliche auf Reisen. Konzeptentwicklung für eine Social-Marketing-Aktion. Schriftliche Arbeit am Forschungsinstitut für Freizeit und Tourismus Universität Bern 1987. (OCLC 603327548)
- Arbeiten im SSR 1988. Eine arbeitspsychologische Bestandesaufnahme. Lehrstuhl für Arbeits- und Organisationspsychologie ETH Zürich, 1988.
- Betriebsanalyse. HWV Zürich 1988.
- Urs Binggeli: Sozial verträglicher Tourismus – Der Beitrag von Reiseveranstaltern. Diplomarbeit Hochschule St. Gallen 1989. (OCLC 727726259)
- Martin Rohner: Kosten und Nutzen der Selbstverwaltung bei Reiseveranstaltern. Diplomarbeit Hochschule St. Gallen 1989. (OCLC 727726122)
- Reisen und Umwelt. Am Beispiel von SSR-Reisen. Nachdiplomstudium Umweltlehre Université de Zurich 1991.
- Chancengleichheit SSR-Reisen. Arbeit im Auftrag des Eidgenössischen für die Gleichstellung von Frau und Mann, 1991.
- Ein System mit Zukunft? Leitung in der Selbstverwaltung aus system-theoretischer Sicht. Studienarbeit am Seminar für Angewandte Psychologie Zürich, 1994.